# Comuna Lîsîciînți, Pidvolociîsk
Lîsîciînți (în ucraineană Лисичинці) este o comună în raionul Pidvolociîsk, regiunea Ternopil, Ucraina, formată din satele Lîsîciînți (reședința) și Șelpakî.

## Demografie
Componența lingvistică a comunei Lîsîciînți
     Ucraineană (99,79%)
     Alte limbi (0,21%)
Conform recensământului din 2001, majoritatea populației comunei Lîsîciînți era vorbitoare de ucraineană (99,79%), existând în minoritate și vorbitori de alte limbi.